# 東拓工業
東拓工業株式会社（とうたくこうぎょう、英称：TOTAKU INDUSTRIES, INC.）は、大阪府大阪市西区に本社を置く、パイプ・ホースの製造販売をおこなう企業である。

## 沿革
- 1952年5月 - 金尾史朗が大阪市西成区にて東拓工業株式会社を設立。
- 1957年10月 - 世界初のサクションホースの製造開始。
- 1957年10月 - クリーナーホースで通産大臣賞受賞。
- 1957年10月 - SDホースの製造開始。
- 1959年11月 - エラスチックホースで通産大臣賞受賞。
- 1966年3月 - 英・西独・伊・仏・米・カナダ・ベルギー7カ国に技術輸出。
- 1969年9月 - 韓国へ技術進出。
- 1971年2月 - 南インドへ技術進出。
- 1971年6月 - ギリシャ・スペインへ技術進出。
- 1973年11月 - 米国に現地法人設立。
- 1973年12月 - ブラジルに合弁会社設立。
- 1978年3月 - 土木用集水パイプ市場に参入。
- 1981年1月 - 地中電線保護パイプ市場に参入。
- 1981年10月 - 土木用排水パイプ市場に参入。
- 1983年5月 - スペインに現地法人設立。
- 1986年7月 - 静岡工場稼動。
- 1986年9月 - 電力用地中保護パイプ市場に参入。
- 1992年10月 - マレーシアに現地法人設立。
- 1995年11月 - 泉南工場稼動。
- 1997年7月 - 九州工場稼働。
- 2004年12月 - 関西りんくう工場竣工。
- 2012年12月 - 沖縄工場を設立。
- 2018年2月 - 関東おやま工場竣工。
- 2019年 - 本社を長瀬産業内に移転。

## 工場
- 関西りんくう工場（大阪府泉南郡田尻町）
- 関東おやま工場（栃木県小山市）
- 九州工場（佐賀県武雄市）
- 沖縄工場（沖縄県うるま市）

## 過去の提供番組
- 竹村健一の世相を斬る（フジテレビ）
- 報道2001（フジテレビ）
- 必殺シリーズ（朝日放送）